# پل زیر قوسی شهدای اشرف البلاد بهشهر
پل زیر قوسی فلزی شهدای شهدای اشرف البلاد به عنوان یکی از بزرگترین پل های زیر قوسی شمال کشور شناخته می‌شود و در بهبود ارتباطات و حمل و نقل منطقه نقش مهمی دارد.پل در شهرستان بهشهر و بر روی رودخانه ولم واقع شده است.این پل بر روی آبرو سد گلورد قرار دارد و دومین پل زیر قوسی کشور محسوب می‌شود.